# 仙台高等・地方・簡易裁判所合同庁舎
仙台高等・地方・簡易裁判所合同庁舎（せんだいこうとうちほうかんいさいばんしょごうどうちょうしゃ）は、宮城県仙台市青葉区片平1-6-1にある日本の裁判所の合同庁舎。

## 入居機関
- 仙台高等裁判所本庁
- 仙台地方裁判所本庁
- 仙台簡易裁判所（刑事部）
- 仙台検察審査会

| スタブアイコン | サブスタブ | この項目は、まだ閲覧者の調べものの参照としては役立たない、宮城県に関連した書きかけの項目です。この項目を加筆・訂正などしてくださる協力者を求めています（P:日本の都道府県/宮城県）。 |

座標: 北緯38度15分24.5秒 東経140度52分06.5秒 / 北緯38.256806度 東経140.868472度